# Ваяно-Кремаско
Ваяно-Кремаско (італ. Vaiano Cremasco) — муніципалітет в Італії, у регіоні Ломбардія,  провінція Кремона.
Ваяно-Кремаско розташоване на відстані близько 460 км на північний захід від Рима, 33 км на схід від Мілана, 45 км на північний захід від Кремони.
Населення — 3818 осіб (2014).
Щорічний фестиваль відбувається 16 вересня. Покровитель — святий Корнелій.

## Демографія
Населення за роками:

Станом на 1 січня 2023 року в муніципалітеті офіційно проживали 353 іноземці з 31 країни, серед них 137 громадян країн Євросоюзу та 17 громадян України.

## Міста-побратими
- Вежі-Фонснекс, Франція
- Пуерто-Падре, Куба

## Сусідні муніципалітети
- Баньйоло-Кремаско
- Кресп'ятіка
- Монте-Кремаско
- Палаццо-Піньяно
- Трескоре-Кремаско